# Sutta Pitaka
Sutta Pitaka: Canasta de los Discursos, la colección de los discursos o sermones, es la segunda gran división del Canon Pali que contiene más de 10 000 discursos o suttas que Buda Gautama y a veces algunos de sus discípulos más cercanos habían pronunciado durante su ministerio de 45 años de duración. Esta Canasta contiene el corazón de las enseñanzas budistas. Siendo la parte más extensa, los suttas están divididos en cinco Nikayas o colecciones.

## Digha Nikaya
Dīgha Nikāya significa 'Colección de los Discursos Largos' (del pali digha = "largo") consiste en 34 suttas, algunos de los cuales son los más extensos de todo el Canon. La temática de estos discursos es muy variada: desde los pintorescos cuentos sobre los seres que habitan los diversos mundos de los devas, hasta las instrucciones de meditación muy concretas y precisas. Los estudios recientes parecen indicar que esta colección fue confeccionada con fines proselitistas y con el propósito de atraer los conversos a la nueva religión.[cita requerida]

## Majjhima Nikaya
Majjhima Nikaya "Colección de los Discursos Medianos" (del pali majjhima = "mediano") consiste en 152 suttas, cuya extensión generalmente es menor en comparación con Digha Nikaya pero mayor que los suttas cortos pertenecientes a los nikayas siguientes. Algunos discursos de esta colección son profundos y muy difíciles de entender, mientras que otros ilustran, con historias amenas, los importantes puntos doctrinales, como por ejemplo, la ley del karma.

## Samyutta Nikaya
Samyutta Nikaya "Colección de los Discursos Agrupados Temáticamente" (del pali samyutta = "grupo" o "colección") consiste en 2.889 sutras, relativamente cortos, agrupados en 56 diversos temas o samyuttas en cinco principales divisiones. Los estudiosos creen que esta colección, especialmente su última Gran División (Mahavagga), contienen los discursos más antiguos y, consecuentemente, las enseñanzas más auténticas del mismo Buda.

## Anguttara Nikaya
Anguttara Nikaya "Colección de los Discursos Agrupados Numéricamente". Literalmente, discursos agrupados en torno de los factores más lejanos (del pali anga = "factor" + uttara = "más allá" o "lejano"). Es una colección consistente en miles de suttas cortos organizados en once partes o nipatas de acuerdo al número de los tópicos del dhamma tratados en cada discurso. Y así, por ejemplo, el primero, Ekanipata ("El libro de los unos") contiene suttas con un solo tópico, cada uno; el siguiente, Duka-nipata ("El libro de los dos") cuenta con suttas que abarcan dos tópicos del dhamma cada uno, etc. 

## Khuddaka Nikaya
Khuddaka Nikaya "Colección de Textos Pequeños" (del pali khudda = "pequeño" o "menor"), consiste en quince siguientes libros (dieciocho en la edición birmana): 
- Khuddakapatha — Textos cortos
- Dhammapada — Camino del Dhamma
- Udana — Exclamaciones
- Itivuttaka — Así se ha dicho
- Sutta Nipata — Colección de los discursos
- Vimanavatthu — Historias de las mansiones celestiales
- Petavatthu — Historias de los espíritus hambrientos
- Theragatha — Versos de los monjes ancianos
- Therigatha — Versos de las monjas ancianas
- Jataka — Historias de nacimiento
- Niddesa — Exposición
- Patisambhidamagga — Camino de la discriminación
- Apadana — Historias
- Buddhavamsa — Historias de los budas
- Cariyapitaka — Canasta de la conducta

Los siguientes libros sólo están incluidos dentro del Canon birmano. Las otras tradiciones consideran estos libros como "paracanónicos": 
- Nettippakarana
- Petakopadesa
- Milindapañha - Preguntas del rey Milinda